# A treia bătălie de pe Aisne
A treia bătălie de pe Aisne (în franceză 3e Bataille de L'Aisne) a fost o bătălie din cadrul Ofensivei Germane de Primăvară în timpul Primului Război Mondial care s-a axat pe ocuparea poziției strategice înalte de la Chemin des Dames înainte de sosirea în Franța a Forțelor Expediționare Americane. Ea a fost una dintr-o serie de ofensive, cunoscute sub numele de Kaiserschlacht, lansate de germani în primăvara și vara anului 1918. 

## Context
Atacul surpriză masiv (numit Blücher-Yorck după doi generali prusaci din timpul Războaielor Napoleoniene) a durat de la 27 mai până la 4 iunie 1918 și a fost prima ofensivă germană majoră după bătălia de pe Lys ce a avut loc în aprilie 1918 în Flandra.
Germanii stăpâniseră coasta de deal pe care se afla Chemin des Dames de la Prima bătălie de pe Aisne din septembrie 1914 până în 1917, când generalul Mangin a recuperat-o în cursul celei de-a doua bătălii de pe Aisne (în cadrul Ofensivei Nivelle).
Operațiunea Blücher-Yorck a fost planificată în principal de Erich Ludendorff, care era sigur că succesul de pe frontul Aisne ar aduce armatele germane la mică distanță de Paris. Ludendorff, care considera că Forța Expediționară Britanică era principala amenințare, credea că ofensiva îi va determina pe Aliați să-și mute armatele din Flandra pentru a apăra capitala franceză, permițându-le germanilor să-și continue ofensiva din Flandra cu o mai mare ușurință. Astfel, bătălia de pe Aisne urma să fie, în esență, o mare diversiune.
Apărarea frontului de pe Aisne era condusă de generalul Denis Auguste Duchêne, comandantul Armatei a 6-a Franceză. În plus, patru divizii ale Corpului IX Britanic, condus de generalul-locotenent Sir Alexander Hamilton-Gordon, se aflau deja în zona Chemin des Dames; ele se aflau acolo pentru a se odihni și reface după Operațiunea Michael.

## Bătălia

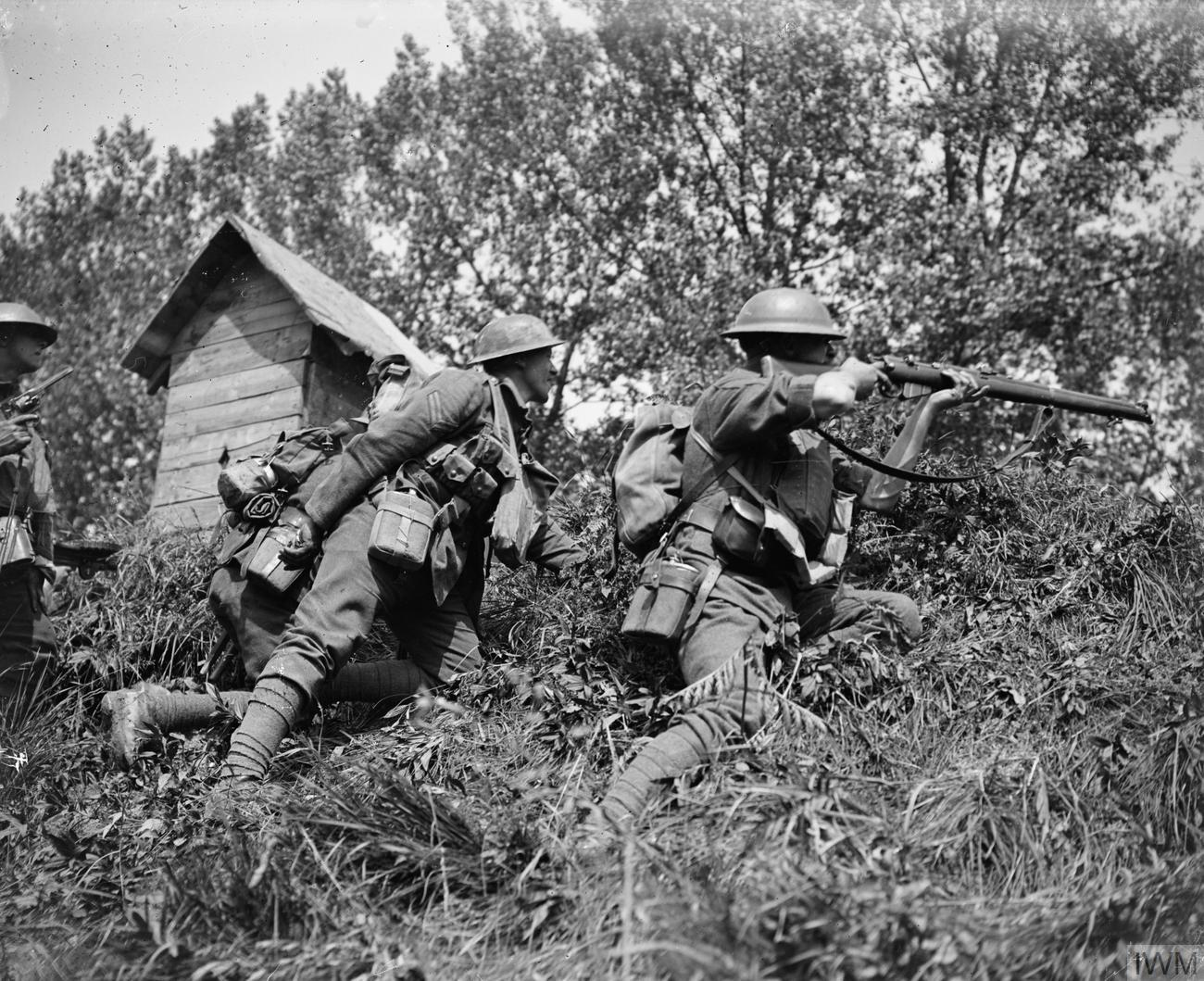
Militari ai Regimentului Worcestershire aflați pe malul sudic al râului Aisne la Maizy, 27 mai 1918.

În dimineața zilei de 27 mai 1918, germanii au început să bombardeze puternic (Feuerwalze) liniile aliate cu peste 4.000 de piese de artilerie. Britanicii au suferit pierderi grele, pentru că Duchêne nu dorea să abandoneze coasta Chemin des Dames, după ce aceasta fusese recuperată cu pierderi mari în anul precedent și le-a ordonat militarilor din subordinea sa să se maseze în tranșee, în ciuda instrucțiunilor primite de la comandantul-șef al Armatei Franceze Henri Philippe Petain. Masați la un loc, militarii francezi au fost o țintă ușoară pentru bombardamentul artileriei germane.
Bombardamentul a fost urmat de un atac cu gaz toxic. Odată ce gazul s-a ridicat, a început asaltul principal al infanteriei realizat de 17 divizii germane Sturmtruppen, ce făceau parte dintr-un grup de armată comandat nominal de prințul moștenitor Wilhelm, fiul cel mare al kaiser-ului Wilhelm al II-lea. Kaiserul a venit personal pe front pentru a inspecta modul de desfășurare a luptei. El l-a interogat pe generalul de brigadă britanic Hubert Rees (Brigada 150 GOC, ce făcea parte din Divizia a 50-a), ce fusese capturat, și a aflat cu mult amuzament că acesta era galez, adică avea aceeași naționalitate ca și primul ministru britanic Lloyd George.
Luați complet prin surprindere și cu apărarea lor răsfirată, Aliații nu au reușit să oprească atacul, iar armata germană a avansat 40 km printr-o breșă făcută în liniile Aliate. Ajungând pe malurile râului Aisne în mai puțin de șase ore, germanii au distrus în drumul lor opt divizii aliate aflate între Reims și Soissons, împingându-i pe aliați înapoi la râul Vesle și înaintând încă 15 km până la căderea nopții. 
Victoria părea aproape sigură pentru germani, care capturaseră peste 50.000 de soldați aliați și peste 800 de arme până în 30 mai 1918. Dar ajungând până la distanța de 56 km de Paris pe 3 iunie, armatele germane s-au confruntat cu numeroase probleme: întreruperi în aprovizionare, oboseală, lipsa trupelor de rezervă și existența unui număr mare de victime.
Pe 6 iunie 1918, ca urmare a succesului înregistrat de mai multe contraatacuri aliate, înaintarea germană s-a oprit pe râul Marna, mai departe decât ofensivele Michael și Georgette din lunile martie și aprilie ale acelui an.

## Urmări
Francezii au suferit peste 98.000 de pierderi umane, iar britanicii aproximativ 29.000. Pierderile germane au fost aproape la fel de mari, dacă nu chiar un pic mai mari. Duchêne a fost demis de către comandantul-șef al Armatei Franceze, Philippe Petain, din cauza proastei conduceri a operațiunilor militare desfășurate de trupele britanice și franceze. Forța expediționară americană a sosit și a intrat în luptă pentru prima dată în Primul Război Mondial. 
Ludendorff, încurajat de câștigurile obținute în urma Operațiunii Blücher-Yorck, a lansat mai multe ofensive ce au culminat cu cea de-a doua bătălie de pe Marna. 